# Ajuntament de Madrid
L'Ajuntament de Madrid és la institució que s'encarrega de governar la ciutat i el municipi de Madrid. Està presidit per l'Alcalde de Madrid, que des de 1979 és escollit democràticament per sufragi universal. Actualment exerceix d'Alcalde-President del municipi José Luis Martínez-Almeida del Partido Popular.
L'organisme està emplaçat en la Casa de la Vila, si bé diverses institucions municipals (per exemple, l'alcaldia, al Palacio de Comunicaciones) i les diferents regidories i serveis municipals es troben escampats per tota la ciutat.

## Òrgans de govern

### Composició de la Corporació Municipal
El Ple de l'Ajuntament està format per 57 regidors. En les eleccions municipals de 2019, Més Madrid obtingué 19 regidors, el Partit Popular (PP) 15, Ciutadans - Partit de la Ciutadania (Cs) 11, el Partit Socialista Obrer Espanyol (PSOE) 8 i Vox 4.
| Eleccions municipals de 26 de maig de 2019 - Madrid |                                     |                                     |                                      |            |          |          |
| Candidatura | Candidatura                         | Candidatura                         | Cap de llista                        | Vots       | Vots     | Regidors |
| | Més Madrid                          |                                     | Manuela Carmena Castrillo            | 503.990    | 30,94%   | 19 (-1)  |
| | Partit Popular                      |                                     | José Luis Martínez-Almeida Navasqüés | 394.708    | 24,23%   | 15 (-6)  |
| | Ciutadans - Partit de la Ciutadania |                                     | Begoña Villacís Sánchez              | 311.617    | 19,13%   | 11 (+4)  |
| | Partit Socialista Obrer Espanyol    |                                     | Pepu Hernández Fernández             | 223.582    | 13,72%   | 8 (-1)   |
| | Vox                                 |                                     | Javier Ortega Smith-Molina           | 124.252    | 7,63%    | 4 (+4)   |
| | Altres candidatures                 |                                     |                                      | 76.781     | 4,71 %   | 0        |
| | Vots en blanc                       |                                     |                                      | 7.052      | 0,43%    |          |
| Total vots vàlids i regidors | Total vots vàlids i regidors        | Total vots vàlids i regidors        | Total vots vàlids i regidors         | 1.629.104  | 100 %    | 57       |
| | Vots nuls                           | Vots nuls                           | Vots nuls                            | 5.826      | 0,36%    |          |
| Participació (vots vàlids més nuls) | Participació (vots vàlids més nuls) | Participació (vots vàlids més nuls) | Participació (vots vàlids més nuls)  | 1.634.930  | 68,23%** |          |
| Abstenció | Abstenció                           | Abstenció                           | Abstenció                            | 761.345*   | 31,77%** |          |
| Total cens electoral | Total cens electoral                | Total cens electoral                | Total cens electoral                 | 2.396.275* | 100 %**  |          |
| Alcalde: José Luis Martínez-Almeida Navasqüés (PP) (15/06/2019) Per majoria absoluta dels vots dels regidors (30 vots: 15 de PP, 11 de Cs i 4 de Vox)          |                                     |                                     |                                      |            |          |          |
| Fonts: Ministeri de l'Interior. Junta Electoral de la Zona de Madrid. Periòdic Ara. (* No són vots sinó electors. ** Percentatge respecte del cens electoral.) |                                     |                                     |                                      |            |          |          |

### Junta de Govern de la Ciutat
La Junta de Govern de Madrid s'encarrega d'administrar els impostos municipals, per pagar els serveis públics i la construcció d'infraestructures. Està presidida per l'Alcalde.

### Juntes Municipals de Districte
La ciutat de Madrid està dividida en 21 districtes, que estan governats per les seves corresponents Juntes Municipals. Aquests òrgans s'encarreguen del govern d'una manera molt més local, ja que en una ciutat com Madrid seria gairebé impossible administrar tanta població de manera completament centralitzada. Cal tenir en compte que un només d'aquests districtes pot tenir més població que moltes capitals de província.
Els districtes compten amb Fòrums Locals on els ciutadans dels districtes eleven propostes.
Actualment els districtes de la ciutat són els següents:

Mapa dels resultats de les eleccions municipals de 2015 a la ciutat de Madrid. En turquesa els districtes amb majoria de votants de Ahora Madrid, en blau majoria del PP.

1. Centro
2. Arganzuela
3. Retiro
4. Salamanca
5. Chamartín
6. Tetuán
7. Chamberí
8. Fuencarral-El Pardo
9. Moncloa-Aravaca
10. Latina
11. Carabanchel
12. Usera
13. Puente de Vallecas
14. Moratalaz
15. Ciudad Lineal
16. Hortaleza
17. Villaverde
18. Villa de Vallecas
19. Vicálvaro
20. San Blas-Canillejas
21. Barajas